# 新华街道 (晋中市)
新华街道，是中华人民共和国山西省晋中市榆次区下辖的一个乡镇级行政单位。

## 行政区划
新华街道下辖以下地区：
新东社区、榆和社区、榆和东社区、晋化社区和桥东社区。